# Scotch (Band)
Scotch war eine Italo-Disco-Gruppe, die in Deutschland und anderen europäischen Ländern Mitte der 1980er Jahre erfolgreich war. Sie bestand aus dem Duo Vince Lancini (Gesang) und Fabio Margutti (Keyboards), dem sich auf dem zweiten Album der Keyboarder und Programmierer Franz Rome anschloss.
Die Single Disco Band stand Ende 1984 sechs Wochen an der Spitze der österreichischen Charts und war auch in Deutschland der größte Erfolg der Band. 2007 wurde sie von Scooter des Tracks Lass uns tanzen gesampelt, wobei die expliziten Stellen in der zensierten Version durch das Husten ersetzt wurden.

## Diskografie

### Studioalben
- 1985: Evolution
- 1987: Pictures of Old Days

### Singles
- 1983: Penguins Invasion
- 1984: Disco Band
- 1985: Delirio Mind
- 1985: Take Me Up
- 1985: Loving Is Easy (Original: Barclay James Harvest)
- 1986: Mirage
- 1987: Money Runner
- 1987: Pictures
- 1987: Man to Man